# Vena gástrica derecha
La Vena gástrica derecha o   Vena pilórica  (TA: vena gástrica dextra) es una vena satélite o acompañante de la Arteria gástrica izquierda drena la sangre de la curvatura del estómago hacia la vena porta hepática.
Forma parte del sistema porta estomacal.
- Datos: Q4115303